# سكوت بيلسكي
سكوت بيلسكي (بالإنجليزية: Scott Belsky)‏ هو رجل أعمال ومستثمر وكاتب أمريكي، ولد في 18 أبريل 1980، وهو أحد مؤسسي موقع نشر الأعمال الإبداعية «بيهانس». عدته فاست كومباني في عام 2010 واحدا من أكثر رجال الأعمال إبداعا.

## نشأته وبداياته
هو حفيد رجل الأعمال الأمريكي ستانلي كابلان. تخرج سكوت بيلسكي في جامعة كورنيل ثم نال شهادة ماستر إدارة الأعمال من كلية هارفارد للتجارة.
كانت بدايته مع الإبداع والفن في دراسته الثانوية، حيث كان ملما بطريقة التعامل مع برنامج تحرير الصور فوتوشوب، ولذا نال رضا مدرسيه بأن كان يعيد رسم الرسومات التوضيحية في كتب الدراسة لاستخدامها أثناء الشرح والدروس. هذه البداية جعلته يركز تفكيره على استخدام الفن والإبداع لعرض المعلومات والبيانات. في الجامعة، كان مشروع تخرجه كيفية إعادة تصميم السيرة الذاتية (سي في، ريزوميه) للفنان المبدع. كان التحدي أن تكفي ورقة واحدة لسرد كل قدرات ومهارات أي فنان كان، وهو ما تطلب قدرا عظيما من التفكير والإبداع.[بحاجة لمصدر]

## بيهانس وأدوبي
كان بيلسكي ييعمل في فريق التطوير في غولدمان ساكس عندما قابل في عام 2005 خبير التصميم والدعاية، ماتياس كوري، ومعًا أطلقا في عام 2006 موقع بيهانس للمصممين والمبدعين الفنيين. في ديسمبر 2012، باع موقعه بيهانس لشركة أدوبي (مقابل 150 مليون دولار)، وعمل حتى العام 2016 في أدوبي في إدارة بيهانس وساعد أدوبي في تطوير إستراتيجية برامج الأجهزة المحمولة. استثمر سكوت وقدم خدمات استشارية لعدة شركات ناشئة مثل أوبر، وواربي باركر، وبنترست، وبيريسكوب، وسويتغرين، وانضم إلى شركة بينشمارك للاستثمار في المشاريع الرائدة، وقدم خدمات استشارية لعدة شركات ناشئية. عاد في 2017 إلى أدوبي ويعمل حاليا مديرا للمنتوجات في شركة أدوبي ونائبا لرئيسها. إلى جانب دوره في أدوبي يعمل بيلسكي مستشارا ومستثمرا في قطاعات التكنولوجيا الحديثة.

## مؤلفات
- سكوت بيليكي واحد من مؤلفي كتاب «كيف نجعل الأفكار تتحقق» (بالإنجليزية: Making Ideas Happen)‏ الصادر عام 2019 عن دار نشر بينغوين، ISBN 978-1591844112
- The Messy Middle: Finding Your Way Through the Hardest and Most Crucial Part of Any Bold Venture,2018 Penguin Group, ISBN 978-0735218079

## وصلات خارجية
- موقع سكوت بيلسكي الرسمي